# Канделеро Ариба (Порторико)
Канделеро Ариба (шп. Candelero Arriba) град је у америчкој острвској територији Порторико, острвској држави Кариба.

## Демографија
По попису из 2010. године број становника је 1.215, што је 131 (-9,7%) становника мање него 2000. године.
| Група             | 2000.         | 2010.         |
| Белци             | 15 (1,1%)     | 6 (0,5%)      |
| Афроамериканци    | 152 (11,3%)   | 235 (19,3%)   |
| Азијати           | 0 (0,0%)      | 3 (0,2%)      |
| Хиспаноамериканци | 1.328 (98,7%) | 1.208 (99,4%) |
| Укупно            | 1.346         | 1.215         |